# Sankt Georgen ob Judenburg
Sankt Georgen ob Judenburg är en ort och kommun i distriktet Murtal i förbundslandet Steiermark i Österrike.
Kommunen har 841 invånare (2024) och består av fyra orter (Ortschaften) (inom parentes invånarantal 1 januari 2024):
- Pichlhofen (195)
- Sankt Georgen ob Judenburg (381)
- Scheiben (171)
- Wöll (94)